# Voices of KOREA/JAPAN
Voices Of KOREA/JAPAN（ヴォイセズ・オブ・コリア・ジャパン）は日本・韓国の歌手による企画ユニットである。2002年に行われた日韓共同開催によるFIFAワールドカップの公式ソングを歌うために結成。2002年5月30・31日にソウルで開催されたワールドカップ前夜祭・開会式・開幕式に参加。韓国で公式に放送された初めての日本語詞の歌として歴史的な1位を獲得した。

## メンバー
- CHEMISTRY（日本）
- Sowelu（日本）まだ正式デビューする前の大抜擢だった
- リナ・パーク（韓国）翌々年に日本でデビュー
- ブラウン・アイズ（韓国）

## ディスコグラフィー

### シングル
- Let's Get Together Now（2002年3月13日）DefSTAR RECORDS